# Pomnik Grunwaldzki w Żywcu
Pomnik Grunwaldzki w Żywcu – pomnik upamiętniający bitwę pod Grunwaldem, wybudowany w 1910, zniszczony w 1939, odbudowany w 2005. Położony jest w centrum Żywca, w dzielnicy Śródmieście, na Placu Grunwaldzkim pomiędzy ulicami Kościuszki, Handlową i Podwale.

## Historia
Pomnik Grunwaldzki został wzniesiony 15 lipca 1910 z okazji 500-lecia zwycięstwa Polski i Litwy nad Krzyżakami. Mieścił się u wylotu Alei Wolności do ul. Kościuszki.
Kamień węgielny pod jego budowę został poświęcony w dniu 29 maja 1909 przez proboszcza parafii żywieckiej ks. Jana Satkego. Projekt pomnika został wykonany przez artystę Witolda Florkiewicza z Krakowa, a projekt orła i formy odlewnicze przez rzeźbiarza Jana Szczepkowskiego, również z Krakowa. Odlew z brązu wykonany został w Krakowskich Zakładach Odlewniczych, a roboty kamieniarskie wykonał Maciej Nawratil z Żywca. 
Pomnik został zburzony w 1939 przez Niemców. Ze zniszczonego pomnika zachowała się jedynie tablica informacyjna z następującym napisem: W 500-ną rocznicę zwycięstwa pod Grunwaldem – Ziemia Żywiecka. Pomnik ten postawiono r.p. MCMX.
Po wojnie pomnik nie został odbudowany. W 1985 Rada Miejska podjęła próbę odtworzenia pomnika, w 1989 wskazała jego nową lokalizację na Placu Grunwaldzkim. W 1985 został zawiązany Społeczny Komitet Budowy Pomnika Grunwaldzkiego, w skład którego weszli: Józef Gawlas (honorowy przewodniczący), Józef Janoszek (wiceprzewodniczący) oraz Antoni Matlakiewicz, Bonifacy Adrian, Józef Płonka i Franciszek Pieczarka. Komitet ten realizował zbiórkę pieniędzy, organizował dochodowe uroczystości kulturalne i sportowe, w wyniku których w ciągu 4 lat zebrano 1 855 140 złotych. Projekt pomnika na podstawie fotografii i resztek dokumentacji wykonał inż. architekt Ryszard Gałuszka, a projekt i gipsowe odlewy orła zwieńczającego pomnik Zdzisław Januszewski, artysta plastyk z Żywca. Odlew orła z brązu wykonały Gliwickie Zakłady Urządzeń Technicznych. Wykonany odlew orła został w roku 1988 ustawiony na tymczasowym postumencie przy ulicy Jagiellońskiej.
Na zwężanym ku górze cokole o wymiarach 680 cm x 620 cm orzeł stanął w 2005. Wykonawstwa i sfinansowania kosztów budowy podjął się Mikołaj Tyc, realizator wykonania pobliskiego ronda. 
Pomnik został odsłonięty 11 listopada 2005 i poświęcony przez ks. bp. Tadeusza Rakoczego.